# Valdeconcha
Valdeconcha ist ein Ort und eine Gemeinde (municipio) mit 45 Einwohnern (Stand: 2024) im Südwesten der Provinz Guadalajara in der Autonomen Gemeinschaft Kastilien-La Mancha. 

## Lage und Klima
Valdeconcha liegt in einer Höhe von ca. 750 m in der Kulturlandschaft der Alcarria. Die Entfernung zur nordwestlich gelegenen Provinzhauptstadt Guadalajara beträgt ca. 27 Kilometer (Fahrtstrecke).
Das Klima ist gemäßigt bis warm; Regen (578 mm/Jahr) fällt übers Jahr verteilt.

## Bevölkerungsentwicklung
| Jahr      | 1970 | 1981 | 1991 | 2001 | 2011 | 2021 |
| Einwohner | 187  | 33   | 33   | 71   | 42   | 38   |

## Sehenswürdigkeiten

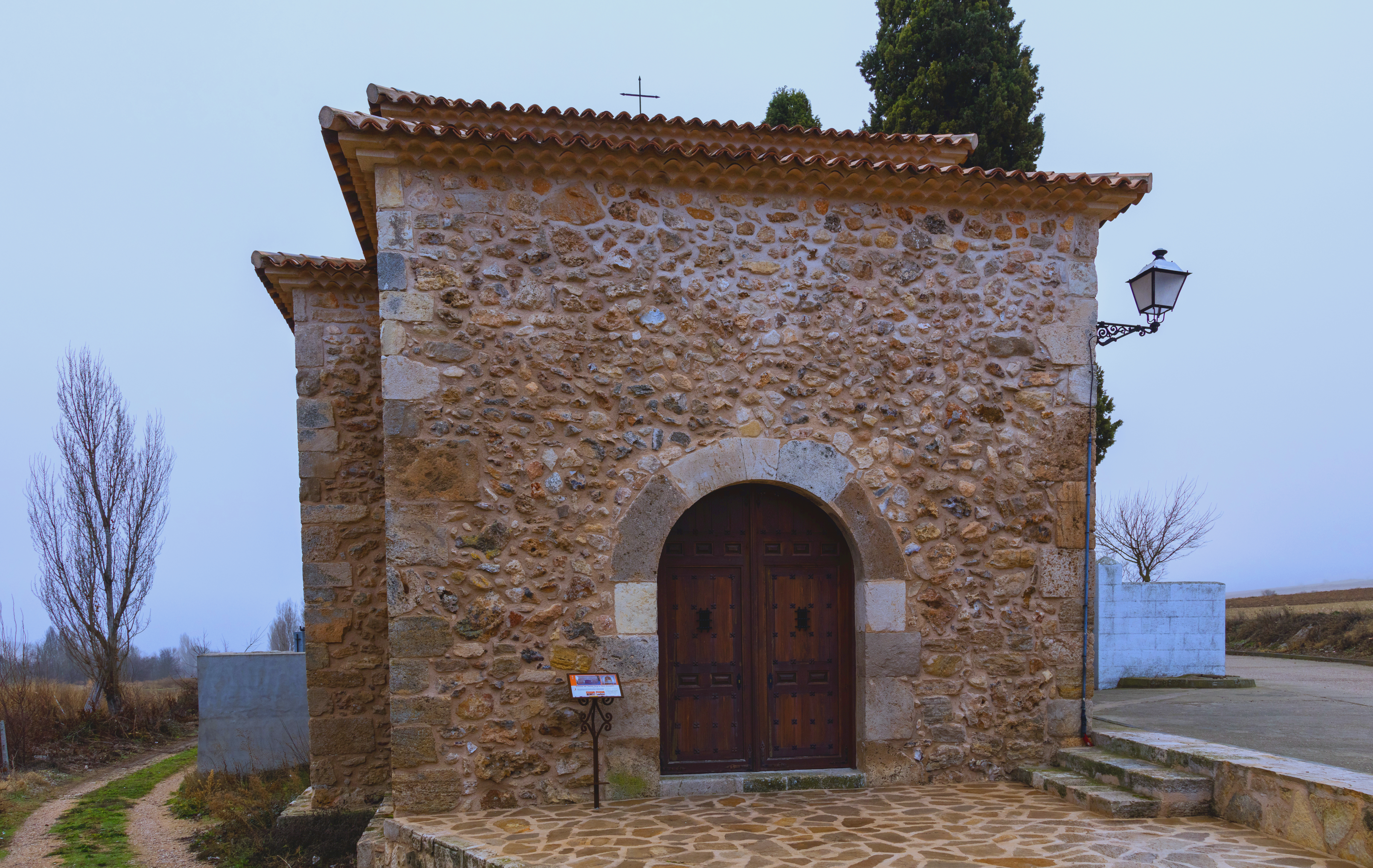
Annen-und-Joachimskapelle

- Annen- und Joachimskapelle

## Persönlichkeiten
- Antonio Pérez (1540–1611), Staatsmann (möglicherweise in Madrid geboren)